# Hans-Jürgen von Bose
Hans-Jürgen von Bose (ur. 24 grudnia 1953 w Monachium) – niemiecki kompozytor.

## Życiorys
Kształcił się w Hoch’schen Konservatorium we Frankfurcie nad Menem (1969–1972), następnie studiował we frankfurckiej Hochschule für Musik (1972–1975) u Hansa Ulricha Engelmanna (kompozycja) i Klausa Billinga (fortepian). Uczył się również u Wolfganga Fortnera. W 1980 i 1984 roku przebywał jako stypendysta w Villa Massimo w Rzymie. W 1986 roku został przyjęty na członka Akademie der Künste w Berlinie, a 1989 roku na członka Bayerische Akademie der schönen Künste. W 1992 roku został wykładowcą kompozycji w Hochschule für Musik w Monachium.
Otrzymał m.in. Berliner Kunstpreis (1977), nagrodę związku krytyków niemieckich (1981) i nagrodę księcia Monako (1991). W 1984 roku został wyróżniony II nagrodą na Międzynarodowej Trybunie Kompozytorów UNESCO za utwór Sappho-Gesänge.

## Twórczość
Należy do grona powojennych kompozytorów niemieckich, którzy w latach 70. i 80. XX wieku zerwali z awangardą, rezygnując z poszukiwań materiałowych na rzecz powrotu do ekspresji. Uważał, że muzyka powinna odzwierciedlać psychikę jednostki i prezentować wartości o charakterze duchowym. W utworach wokalno-instrumentalnych Bosego środki muzyczne służą podkreśleniu warstwy tekstowej. Kompozytor wspierał ruchy ekologiczne, w utworach takich jak ...im Wind gesprochen dając wyraz sprzeciwowi wobec niszczeniu środowiska naturalnego. Kompozycje Bosego cechują się bogatą kolorystyką, tradycyjne przetwarzanie materiału tematycznego zostaje porzucone na rzecz kalejdoskopowego sekwencjonowania obrazów dźwiękowych. Różniące się między sobą i często skontrastowane fragmenty utworów są oddzielone pauzami lub nakładane na siebie.

## Wybrane kompozycje
(na podstawie materiałów źródłowych)

### Utwory orkiestrowe
- Morphogenesis (1975)
- I Symfonia (1976)
- Musik für ein Haus voll Zeit na orkiestrę kameralną (1978)
- Travesties in a Sad Landscape na orkiestrę kameralną (1978)
- Symphonic Fragment na tenora, baryton, bas, chór i orkiestrę (1980)
- Variationen na 15 instrumentów smyczkowych (1980, zrewid. 1990)
- Idyllen (1982–1983)
- Symbolum na organy i orkiestrę (1985)
- Labyrinth I (1987)
- ...Other Echoes Inhabit the Garden na obój i orkiestrę (1987)
- Prozess na orkiestrę kameralną (1987–1988)
- Zwei Studien (1989)
- Scene na orkiestrę kameralną (1991)
- Concertino per il H.W.H. na orkiestrę kameralną (1991)
- Scene na orkiestrę kameralną (1991)
- koncert fortepianowy Salut für Billy Pilgrim (1995)
- Variationen für Orchester oder: In Erwartung der Wut über das Wiederfinden verlorener kleiner und grosser Münzen (1997)

### Utwory kameralne
- 4 kwartety smyczkowe (I 1973, II 1976–1977, III 1986–1989, IV 1996)
- Threnos—Hommage à Bernd Alois Zimmermann na altówkę i wiolonczelę (1975)
- Sonata na skrzypce solo (1975)
- Trio smyczkowe (1978)
- Solo na wiolonczelę (1978–1979)
- ...vom Wege abkommen na wiolonczelę (1981–1982)
- Drei Studien na skrzypce i fortepian (1986)
- Drei Epitaphe na sekstet dęty (1987)
- Nonett (1988)
- Befragung na klarnet, 2 skrzypiec, altówkę, wiolonczelę i kontrabas (1988)
- Die Menagerie von Sanssouci na flet, saksofon, wiolonczelę i perkusję (1988)
- Edge na skrzypce (1989)

### Utwory fortepianowe
- Labyrinth II (1987)
- Origami na fortepian na 4 ręce (1991)

### Utwory wokalno-instrumentalne
- Todesfuge na baryton, chór i organy (1972)
- 3 Songs na tenora i orkiestrę kameralną (1977)
- Guarda el canto na sopran i kwartet smyczkowy (1981–1982)
- Sappho-Gesänge na mezzosopran i fortepian lub orkiestrę kameralną (1982)
- ...im Wind gesprochen na sopran, 2 recytatorów, chór, organy i orkiestrę kameralną (1984–1985)
- Sonnet XLII na baryton i kwartet smyczkowy (1986)
- 5 Gesänge na baryton i 10 instrumentów (1986)
- Sechs deutsche Volkslieder na baryton i 8 instrumentów 1988)
- Vier Lieder na sopran i 10 instrumentów (1988)
- Achalm na sopran i 7 instrumentów (1989)
- Love after Love na sopran i orkiestrę (1990–1991)
- Ein Brudermord na baryton, akordeon, wiolonczelę i taśmę (1991)
- In hora mortis na recytatora i orkiestrę smyczkową (1991)
- Siete Textos de Miguel Angel Bustos na sopran, akordeon i wiolonczelę (1991)

### Utwory sceniczne
- opera kameralna Blutbund (1974, wyst. Hamburg 1977)
- opera kameralna Das Diplom (1975, wyst. Ulm 1976)
- balet Die Nacht aus Blei (1980–1981, wyst. Berlin 1981)
- sceny liryczne Die Leiden des jungen Werthers (1983–1984, wyst. Schwetzingen 1986)
- opera Chimare (wyst. Akwizgran 1986)
- balet Werther-Szenen (1988, wyst. Schweinfurt 1989)
- opera 63: Dream Palace (1989, wyst. Monachium 1990)
- balet Medea (wyst. Zurych 1994)
- opera Schlachthof 5 (1994–1995, wyst. Monachium 1996)